# Pheidole schultzei
Pheidole schultzei är en myrart som beskrevs av Auguste-Henri Forel 1910. Pheidole schultzei ingår i släktet Pheidole och familjen myror.

## Underarter
Arten delas in i följande underarter:
- P. s. ebangana
- P. s. gwaaiensis
- P. s. schultzei
- P. s. woodvalensis